# Gmina Lelkowo
Die Gmina Lelkowo [lɛlˈkɔvɔ] ist eine Landgemeinde im Powiat Braniewski (Braunsberger Kreis) der polnischen Woiwodschaft Ermland-Masuren. Ihr Sitz ist das gleichnamige Dorf (deutsch Lichtenfeld) mit etwa 1050 Einwohnern.

## Geographie

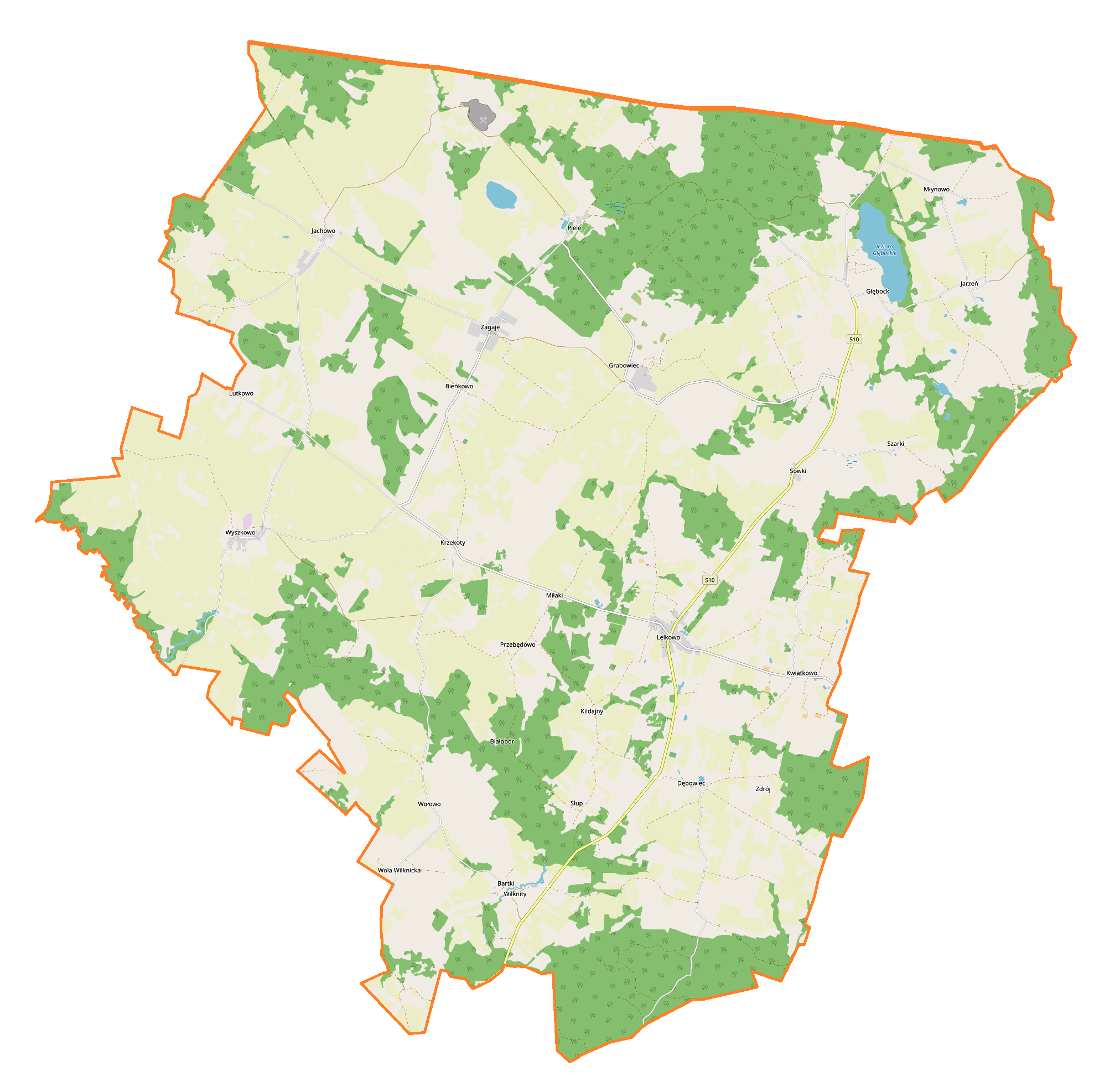
Karte der Gemeinde

Die Gemeinde liegt im Nordwesten der Woiwodschaft und grenzt im Norden an den russischen Oblast Kaliningrad. Die Kreisstadt Braniewo (Braunsberg) liegt 15 Kilometer westlich. Nachbargemeinden sind die Gemeinden Górowo Iławeckie im Osten, Pieniężno im Süden und Braniewo im Westen sowie Kornewo (Корнево, Zinten) in Russland.
Die Gemeinde hat eine Fläche von 198 km², die zu 67 Prozent land- und zu 24 Prozent forstwirtschaftlich genutzt wird. Auf ihrem Gebiet gibt es mehrere kleinere Seen, von denen der Jezioro Głębockie mit einer Fläche von 90 Hektar der größte ist.

## Geschichte
Die Landgemeinde wurde 1973 aus verschiedenen Gromadas wieder gebildet. Ihr Gebiet gehörte von 1946 bis 1975 zur Woiwodschaft Olsztyn (Allenstein) und anschließend bis 1998 zur Woiwodschaft Elbląg (Elbing), der Powiat wurde in dieser Zeit aufgelöst. Zum 1. Januar 1999 kam die Gemeinde zur Woiwodschaft Ermland-Masuren und wieder zum Powiat Braniewski.

## Gliederung

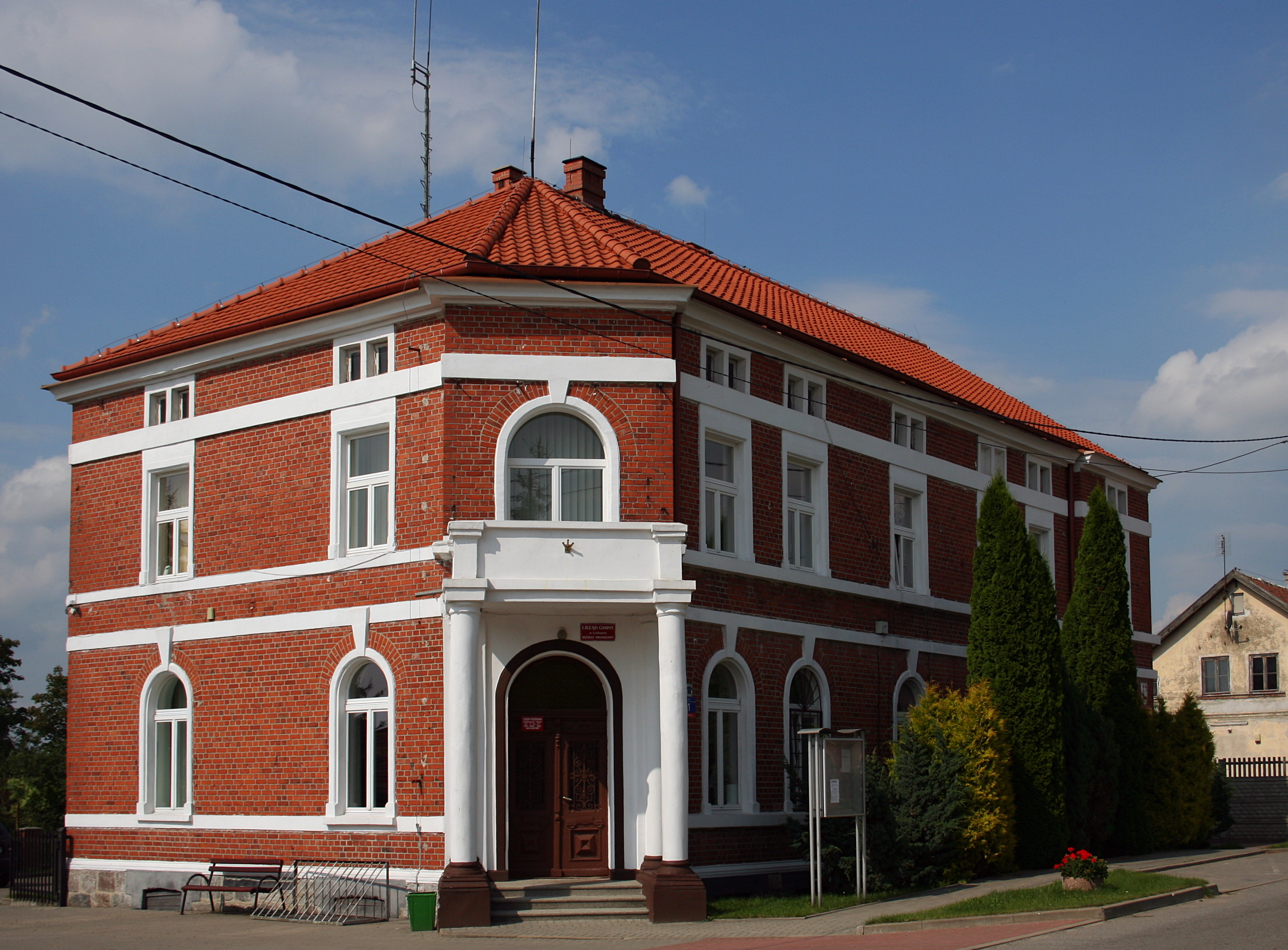
Amtshaus der Gmina Lelkowo

Zur Landgemeinde Lelkowo gehören die 15 Dörfer (deutsche Namen, amtlich bis 1945) mit einem Schulzenamt (sołectwo):
- Bieńkowo (Bönkenwalde)
- Dębowiec (Eichholz)
- Głębock (Tiefensee)
- Grabowiec (Schönwalde)
- Jachowo (Hanswalde)
- Jarzeń (Arnstein)
- Krzekoty (Groß Hasselberg)
- Kwiatkowo (Blumstein)
- Lelkowo (Lichtenfeld)
- Lutkowo (Lüdtkenfürst)
- Sówki (Schönfeld)
- Wilknity (Wilknitt)
- Wołowo (Wohlau)
- Wyszkowo (Hohenfürst)
- Zagaje (Hasselpusch)

Kleinere Orte der Gemeinde sind den Schulzenämtern zugeordnet:
- Bartki (Bartken) zu Wilknity
- Giedawy (Köllmisch Gedau) zu Wołowo
- Jarzeński Młyn (Arnsteiner Mühle) zu Jarzeń
- Kildajny (Kildehnen)
- Mędrzyki (Lauterbach) zu Jachowo
- Miłaki (Müngen) zu Krzekoty
- Młyniec (Mühlenfeld) zu Lelkowo
- Młynowo (Mühlenhof) zu Jarzeń
- Nałaby (Nallaben) zu Wołowo
- Perwilty (Perwilten) zu Wołowo
- Piele (Pellen) zu Grabowiec
- Przebędowo (Perbanden) zu Krzekoty
- Słup (Schlepstein) zu Wilknity
- Szarki (Sargen) zu Sówki
- Wilknicki Młyn (Wilknitter Mühle) zu Wilknity
- Wola Wilknicka (Rosenwalde) zu Wołowo
- Zdrój (Schönborn) zu Dębowiec

Untergegangene Orte:
- Działy (Schöneberg)
- Jelonki (Hirschken)
- Krzekotki (Klein Hasselberg)
- Krzekotkowo (Neu Hasselberg)
- Lutkówko (Klein Lüdtkenfürst)
- Mlecznik (Milchbude)
- Plecionka (Splentienen)
- Siekiera (Friedrichshof)
- Strzeszkowo (Gottesgnade)

sowie:
- Eigensinn und
- Schäferhof[4]

## Lage
Die Woiwodschaftsstraße 510 beginnt an der Ortsgrenze von Głębock (Tiefensee) und führt über Lelkowo nach Pieniężno (Mehlsack). Ein Grenzübergang nach Russland besteht nicht.
Der nächste größere internationale Flughafen ist Danzig. Die Nutzung des Flughafens Kaliningrad hängt von den geltenden Grenzregelungen ab.
Ein Bahnanschluss besteht seit 1945 nicht mehr.

## Persönlichkeiten
- Louis von der Groeben (1842–1904), Rittergutsbesitzer, Mitglied des Preußischen Herrenhauses und des Reichstages; geboren auf Gut Arnstein (Arenstein und Tiefensee)
- Gustav Tolkmitt (1848–1900), Wasserbauingenieur; geboren in Wohlau
- Martin Krause (1851–1920), Mathematiker; geboren in Wilknitt.